# Ozarba acantholipina
Ozarba acantholipina är en fjärilsart som beskrevs av Max Wilhelm Karl Draudt 1950. Ozarba acantholipina ingår i släktet Ozarba och familjen nattflyn. Inga underarter finns listade i Catalogue of Life.